# Campionati mondiali di badminton 2009
I campionati mondiali di badminton 2009 (in inglese 2009 BWF World Championships) sono stati la 17ª edizione dei campionati mondiali di badminton.
La competizione si è svolta dal 10 al 16 agosto a Hyderabad, in India.

## Medagliere
| Posiz. | Nazione       | Oro | Argento | Bronzo | Totale |
| ------ | ------------- | --- | ------- | ------ | ------ |
| 1      | Cina          | 4   | 3       | 3      | 10     |
| 2      | Danimarca     | 1   | 0       | 1      | 2      |
| 3      | Indonesia     | 0   | 1       | 2      | 3      |
| 4      | Corea del Sud | 0   | 1       | 1      | 2      |
| 5      | Malaysia      | 0   | 0       | 2      | 2      |
| 6      | Francia       | 0   | 0       | 1      | 1      |
| Totale | Totale        | 5   | 5       | 10     | 20     |

## Podi
| Evento              | Oro                                 | Argento                      | Bronzo                                         |
| Singolare maschile  | Lin Dan                             | Chen Jin                     | Taufik Hidayat                                 |
| Singolare maschile  | Lin Dan                             | Chen Jin                     | Sony Dwi Kuncoro                               |
| Singolare femminile | Lu Lan                              | Xie Xingfang                 | Wang Lin                                       |
| Singolare femminile | Lu Lan                              | Xie Xingfang                 | Pi Hongyan                                     |
| Doppio maschile     | Fu Haifeng Cai Yun                  | Jung Jae-sung Lee Yong-dae   | Mohd Zakry Abdul Latif Mohd Fairuzizuan Tazari |
| Doppio maschile     | Fu Haifeng Cai Yun                  | Jung Jae-sung Lee Yong-dae   | Koo Kien Keat Tan Boon Heong                   |
| Doppio femminile    | Zhang Yawen Zhao Tingting           | Cheng Shu Zhao Yunlei        | Du Jing Yu Yang                                |
| Doppio femminile    | Zhang Yawen Zhao Tingting           | Cheng Shu Zhao Yunlei        | Ma Jin Wang Xiaoli                             |
| Doppio misto        | Thomas Laybourn Kamilla Rytter Juhl | Nova Widianto Lilyana Natsir | Lee Yong-dae Lee Hyo-jung                      |
| Doppio misto        | Thomas Laybourn Kamilla Rytter Juhl | Nova Widianto Lilyana Natsir | Joachim Fischer Nielsen Christinna Pedersen    |